# Ark (The Animals)
Ark è un album in studio del gruppo rock del Regno Unito The Animals, pubblicato nel 1983. Si tratta del secondo disco dopo la riunione del gruppo.

## Tracce
1. Loose Change – 3:01
2. Love Is for All Time – 4:23
3. My Favourite Enemy – 3:46
4. Prisoner of the Light – 4:09
5. Being There – 3:29
6. Hard Times – 2:55
7. The Night – 3:55
8. Trying to Get You – 4:16
9. Just Can't Get Enough – 3:54
10. Melt Down – 3:08
11. Gotta Get Back to You – 2:42
12. Crystal Nights – 4:12

## Formazione

### Gruppo
- Eric Burdon – voce
- Hilton Valentine – chitarra
- Alan Price – tastiere, cori
- Chas Chandler – basso, cori
- John Steel – batteria

### Altri musicisti
- Zoot Money – tastiere
- Steve Grant – chitarra, sintetizzatore, cori
- Steve Gregory – sassofoni
- Nippy Noya – percussioni